# Rebelión de los bátavos
La rebelión de los bátavos fue una revuelta que tuvo lugar en la provincia romana de Germania Inferior (cerca de los Países Bajos) entre los años 69 y 70 d. C. Se trataba de un levantamiento contra el dominio romano encabezado por los bátavos (en latín, Batavi) y otras tribus de la provincia y de la Galia, quienes estaban dirigidos por el príncipe heredero Julio Civilis, un oficial de las tropas auxiliares. Durante la revuelta, que aprovechó la inestabilidad que se produjo en el imperio durante el año de los cuatro emperadores, los bátavos consiguieron derrotar a dos legiones romanas e infligir humillantes derrotas al ejército romano.
Tras sus éxitos iniciales, sin embargo, el emperador Vespasiano envió un ejército al mando de Quinto Petilio Cerial, que terminaría derrotándoles. Tras los acuerdos de paz, la región quedó normalizada, pero los bátavos tuvieron que aceptar humillantes condiciones para la paz, incluyendo el estacionamiento permanente de una legión en su territorio.

## Trasfondo histórico
Los bátavos eran una sub-tribu del grupo tribal germánico conocido como los chatti, que había emigrado a la región ubicada entre el Viejo Rin y el Waal, en lo que se convirtió en parte de la provincia romana de Germania Inferior, en los actuales Países Bajos. Su tierra, aunque potencialmente fértil, era incultivable en su mayor parte, puesto que consistía en gran parte en zonas pantanosas del delta del Rin. Por ello, la población que los bátavos podían mantener era pequeña, no mayor de unos 35 000 habitantes.
Se trataba de un pueblo muy capacitado para la guerra, con gran habilidad para montar a caballo, buenos nadadores y capaces en el manejo de naves, por lo que constituían una buena fuente en la que reclutar soldados. A cambio de un privilegio inusual de exención de impuestos (no debían pagar el tributum, un impuesto sobre la tierra y el ganado al que la mayoría de peregrini estaban obligados), proporcionaban un número desproporcionado de reclutas a las tropas auxiliares romanas de la dinastía Julio-Claudia; un ala y 8 cohortes. También eran el pueblo del que procedía la mayor parte de la guardia personal de élite de Augusto (Germani corpore custodes), que continuó en servicio hasta el año 68 d. C. Las tropas auxiliares formadas por los bátavos llegaban a la cifra de 5000 hombres, lo cual implica que durante la totalidad del periodo de la dinastía Julio-Claudia más del 50 % de los bátavos varones que llegaban a la edad militar (16 años) pudieron haberse enrolado en los auxilia. También implica que los bátavos, aunque supusiesen un 0,05 % de la población total del imperio en 23 d. C., aportaban el 4 % del total de las tropas auxiliares, es decir, 80 veces la cuota proporcional. Los romanos les consideraban lo mejor de sus tropas auxiliares (fortissimi, validissimi), si no de todas sus fuerzas. Además, estando en servicio del Imperio romano, habían perfeccionado una técnica única que les permitía nadar a través de los ríos a la vez que portaban la totalidad de su armadura y armamento.

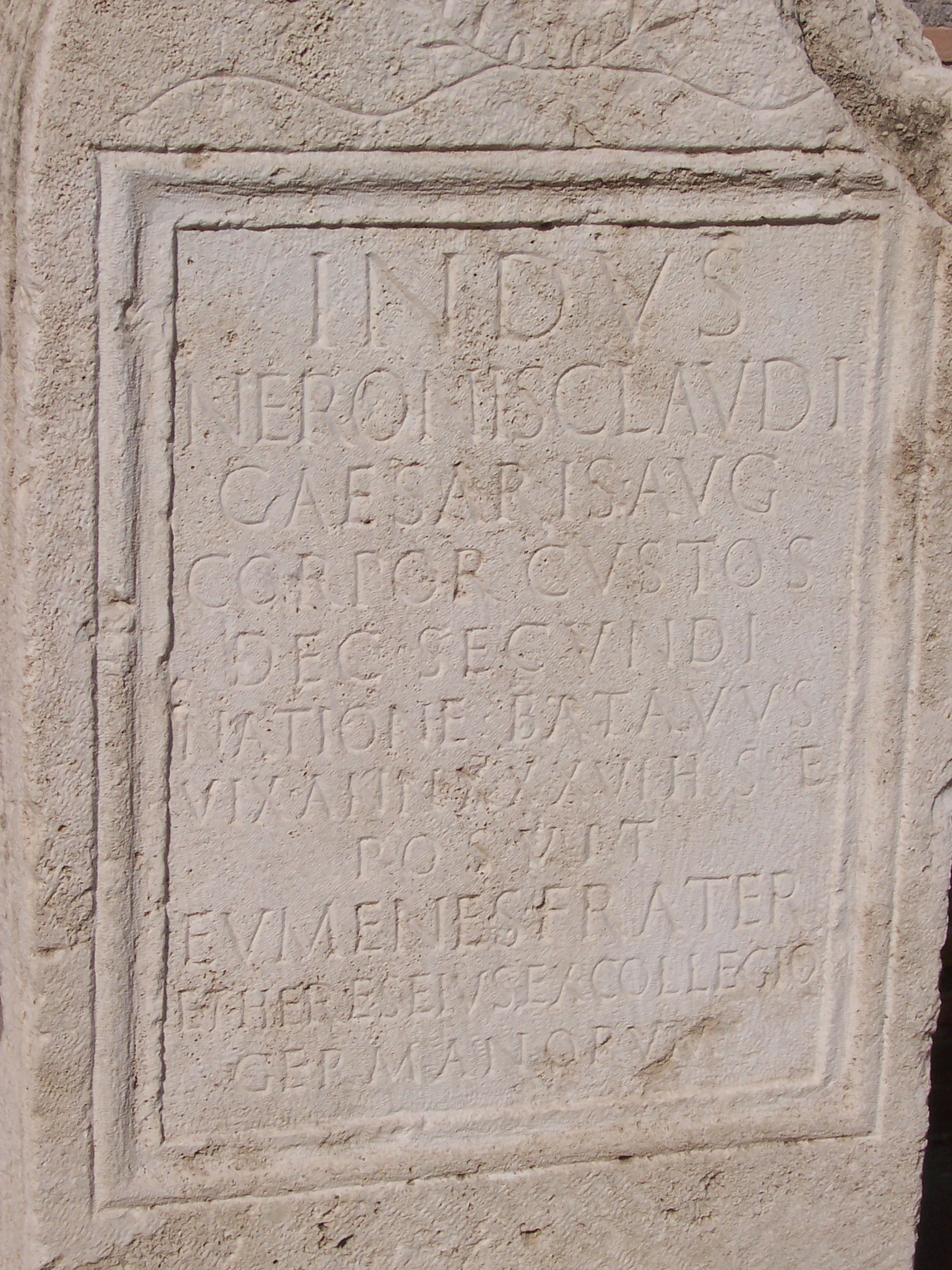
Estela funeraria de un miembro bátavo del Corporis Custodes de Nerón.

En cuanto a Julio Civilis (nombre claramente adoptivo, no su nombre nativo), se trataba de un príncipe hereditario de los bátavos y prefecto de una cohorte de bátavos auxiliares. Como veterano con 25 años de servicio militar a sus espaldas, se había distinguido con el servicio prestado en Britania, en donde tanto él como las 8 cohortes de bátavos habían desempeñado un papel crucial tanto en la invasión romana del año 43 como en la conquista posterior del sur de la isla.
Hacia el año 69, sin embargo, tanto Civilis como los regimientos de bátavos y el pueblo bátavo se encontraban enfrentadas a Roma. Después de que los regimientos de bátavos fuesen retirados de Britania en el año 66, Civilis y su hermano (otro prefecto) fueron arrestados por el gobernador de Germania Inferior bajo la acusación de traición. Su hermano fue ejecutado, mientras que Civilis fue enviado a Roma encadenado para ser juzgado por Nerón. La diferencia de trato entre ellos podría indicar que su hermano era todavía un peregrinus, mientras que Civilis, tal y como implica su nombre, era un ciudadano romano que tenía derecho a que su caso fuese revisado por el emperador. Mientras Civilis estaba en prisión Nerón fue obligado a suicidarse, finalizando en ese momento el gobierno de la dinastía Julio-Claudia. Nerón fue reemplazado por el gobernador de Hispania, Galba, que absolvió a Civilis y le permitió volver a casa.
De vuelta en Germania Inferior parece que volvió a ser arrestado, esta vez por el gobernador Vitelio, instigado por sus propias legiones que querían que fuese castigado. Mientras tanto, Galba ordenó la disolución de la guardia personal del emperador, entre las que se encontraban varios cientos de soldados bátavos, lo cual fue percibido por toda la nación de los bátavos como un grave insulto. Al mismo tiempo colapsaron las relaciones entre las cohortes de bátavos y la legión a la que habían estado asignadas desde hacía 25 años, en los inicios de la invasión de Britania, la XIV Gemina, llegando su odio mutuo a provocar una lucha abierta al menos en dos ocasiones.
Llegados a este punto, el Imperio romano sufrió la convulsión de su primera gran guerra civil tras la batalla de Actium, hacía ya exactamente un siglo. La causa de ello fue la caída de la dinastía Julio-Claudia tras la muerte del emperador Nerón. Los herederos de Augusto habían ido heredando de forma automática la lealtad de las legiones ordinarias y de los ejércitos de las fronteras. Sin embargo, esa legitimidad no se traspasó al siguiente emperador, Galba, sino que el poder supremo se encontraba ahora al alcance de cualquier general lo suficientemente fuerte como para tomarlo y mantenerlo. Primero Otón, uno de los lugartenientes de Galba, llevó a cabo un golpe de Estado contra su líder, que fue asesinado por la Guardia Pretoriana. Luego, en rápida sucesión, dos generales (Vitelio y Vespasiano se amotinaron con sus ejércitos y se dirigieron a Roma en la guerra civil conocida como el año de los cuatro emperadores. El ejército de Otón fue derrotado por Vitelio que, finalmente, sucumbiría ante las tropas de Vespasiano, que sería quien lograra establecer una nueva dinastía, la Flavia (69-96).
Sin embargo, y a comienzos todavía del año 69, Vitelio tomó la decisión de liberar a Civilis poco después de levantarse contra el poder de Otón, en un momento en que se encontraba necesitado del apoyo militar de los bátavos. Los regimientos auxiliares ayudaron a Vitelio a derrotar a Otón en la primera batalla de Bedriacum, tras lo cual se les ordenó retornar a sus hogares. Sin embargo, en ese momento se produjo el levantamiento de Vespasiano, entonces comandante supremo de las fuerzas de Siria, por lo que el general viteliano en Germania Inferior ordenó reclutar más tropas, pasando por encima de la buena fe de los bátavos en un intento de reclutar más tropas que las que estaban estipuladas como máximo en el tratado entre los bátavos y Roma. La brutalidad y la corrupción de los centuriones de reclutamiento romanos hicieron hervir el descontento ya existente entre la población local.

## El levantamiento

Mapa de la frontera del Rin del Imperio romano, en el año 70 d. C., en el que se muestra la ubicación de los bátavos en la región. El territorio romano está sombreado.

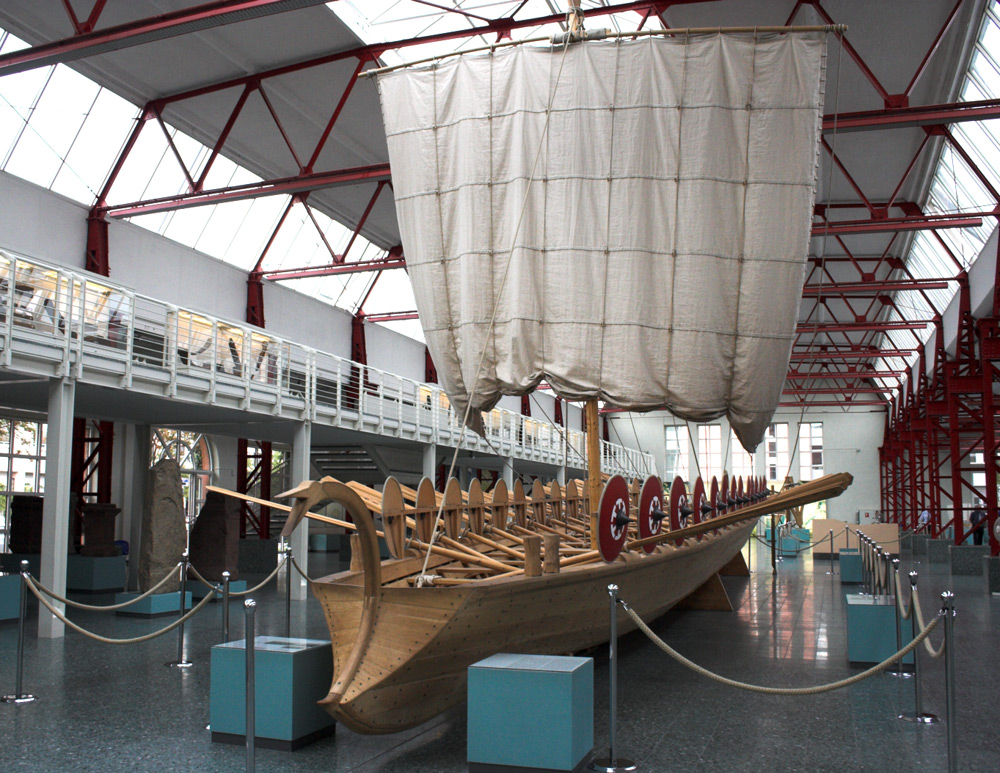
Reconstrucción de un barco fluvial romano de la classis germanica (la flotilla fluvial del Rin). La reconstrucción está basada en los restos de cinco barcos romanos descubiertos en Maguncia a comienzos de los 80. El barco de la imagen, conocido como Mainz Tipo A, fue diseñado como una lancha de intervención rápida. Los remeros serían las propias tropas transportadas en él. Nótese, asimismo, la ubicación de los escudos laterales, cuyo fin era la protección de la tripulación de los proyectiles arrojados desde las riberas. En la época de la rebelión de los bátavos, la mayoría de estos barcos estaban tripulados por tripulación de esa etnia. Museum für Antike Schifffahrt, Maguncia, Alemania.

En el verano del año 69, Civilis era el comandante de las tropas auxiliares bátavas ubicadas con las legiones del Rin. Era buen conocedor de las tácticas romanas, lo cual le dio ideas de cómo podría derrotarlas. Su primera acción fue crear un señuelo, induciendo una rebelión en las afueras de Batavia.
En particular, la tribu de los cananefates estaba asentada en las tierras ubicadas entre los bátavos y el mar del Norte. No se conoce qué medios utilizó Civilis para instigar la rebelión, pero el hecho es que los Cananefates se levantaron en armas bajo el mando de su jefe Brinno, atacando varios fuertes romanos incluyendo el de Traiectum, en la actual Utrecht. En un momento en que la mayoría de las tropas se encontraban en Italia luchando en la guerra civil, los romanos se encontraban con la guardia baja, por lo que Flaco, comandante de las legiones del Rin, reaccionó enviando a las tropas auxiliares para hacerse con el control de la situación. El resultado fue un desastre para los romanos: Civilis tomó el control de la rebelión y derrotó a los romanos en algún lugar cercano a la actual Arnhem.
Flaco, resuelto a acabar con el problema, envió a las Legiones V Alaudae y XV Primigenia que acudiesen al lugar a sofocar la rebelión. Junto con estas legiones acudieron también tres unidades auxiliares entre las que se incluía un escuadrón de caballería bátavo comandado por Claudio Labeón, un conocido enemigo de Civilis. Durante la batalla, que tuvo lugar cerca de Nimega, el regimiento bátavo desertó al bando rebelde, lo que supuso un golpe a la moral ya de por sí debilitada de los romanos. El resultado fue otro desastre más para los romanos: Su ejército fue derrotado y las legiones se vieron obligadas a retirarse al campamento base de Castra Vetera (en la actual Xanten).
En ese momento los bátavos se encontraban en una situación de verdadera independencia, en la que habían ganado la iniciativa a los romanos. Incluso la rebelión en un principio fue apoyada por los flavianos, puesto que los propios rebeldes disfrazaron la rebelión como una sublevación exclusivamente contra el poder establecido, pero a favor de Roma (es decir, en contra de Vitelio exclusivamente). Sin embargo, con el paso del tiempo quedó patente que se trataba de una rebelión contra el Imperio en sí, independientemente de quién ostentara el poder supremo.

## Castra Vetera
Llegado a este punto, Civilis consideró necesario destruir las dos legiones romanas, a pesar de que ello supondría un punto de no retorno en sus relaciones con Roma (recordemos que, de momento, todavía contaba con el apoyo de los flavianos). Eligió bien el momento, con la guerra civil en su punto álgido, para evitar que Roma pudiese contraatacar de forma rápida y efectiva. Además, las ocho unidades auxiliares de bátavos que se encontraban con Vitelio estaban de camino a casa y podrían ser persuadidas fácilmente para que se unieran a la rebelión. Aparte de tratarse de tropas veteranas, todo ello hacía que fuesen superiores en número a las tropas estacionadas en Mogontiacum (Maguncia) y Bonna (Bonn).
En septiembre del año 69 Civilis comenzó el asedio de Castra Vetera, el campamento en el que estaban instalados los 5000 legionarios de la V Alaudae y la XV Primigenia. Se trataba de un campamento moderno, con muchas provisiones y bien defendido, con murallas construidas con ladrillos de barro y madera, torres y una doble zanja. Después de varios intentos de tomar el campamento al asalto, Civilis optó por obligar a las legiones a rendirse por hambre.
Mientras tanto, Flaco decidió esperar al resultado de la guerra en Italia. No hacía mucho tiempo atrás las legiones del Rin habían sido castigadas por Galba por su actuación contra el rebelde Vindex, de la Galia Lugdunensis, y podría ocurrir de nuevo si tenemos en cuenta que Civilis estaba haciendo una gran labor en favor de Vespasiano manteniendo a las dos legiones asediadas de acudir en ayuda de Vitelio. Flaco y sus comandantes no quisieron arriesgarse a colocarse en una situación política incómoda ante el vencedor, por lo que prefirieron esperar a recibir instrucciones. 
Sin embargo, llegaron las noticias de la derrota de Vitelio y Civilis mantuvo el asedio, lo que dejó patente que no luchaba por ninguno de los bandos de la guerra civil, sino por la independencia de Batavia. Flaco comenzó a preparar un contraataque para rescatar a las legiones asediadas, pero Civilis no estaba dispuesto a esperar a que estuviesen preparados para ello y decidió lanzar un ataque por sorpresa. El 1 de diciembre de ese año sus ocho regimientos de caballería atacaron a los romanos en Krefeld. El ejército romano ganó la batalla y acabó con la caballería bátava, pero sus propias pérdidas fueron enormes.
Sabiendo que los romanos acudirían en defensa de Castra Vetera, Civilis abandonó el asedio y amenazó con atacar Mogontiacum. Los romanos fueron engañados y acudieron a defender su principal base en Germania Inferior, recibiendo en ese lugar la noticia de la llegada al trono de Vespasiano. Flaco decidió celebrar la victoria con la entrega de una cantidad de dinero a los legionarios, pero éstos consideraron ese dinero una ofensa, puesto que esas legiones históricamente habían sido leales a Vitelio, su antiguo comandante. Flaco fue asesinado y su segundo al mando desertó, dejando al ejército en un estado de completa confusión. Civilis no desaprovechó la oportunidad de tomar ventaja de la situación, sino que envió de nuevo a sus tropas al asedio y conquista de Castra Vetera.

## La rebelión continúa
El año 70 comenzó con ventaja para los rebeldes. Las dos legiones seguían bajo asedio en Castra Vetera y el resto del ejército romano no era lo suficientemente grande como para hacer frente a la rebelión. Además, a la rebelión de los bátavos se habían unido los tréveros y los lingones, que habían declarado su independencia de la Galia. Julio Sabino, líder de los tréveros, logró convencer a las legiones I Germanica y XVI Gallica para que se pasasen a su bando. Mientras tanto, en Castra Vetera la situación era ya desesperada. Las provisiones se habían agotado y los legionarios se veían obligados a comerse a las mulas y a los caballos para sobrevivir. Munio Luperco, comandante de las tropas romanas, decidió finalmente rendirse ante la ausencia de expectativas de ser liberados.
Las legiones recibieron la promesa de un salvo conducto si dejaban el campamento al saqueo de los rebeldes, que tomaron todas las armas, material de artillería y metales preciosos que había. Las legiones marcharon fuera del campamento, pero a tan sólo unos pocos kilómetros de distancia fueron emboscadas por tropas germánicas y destruidas. El comandante y los oficiales principales fueron esclavizados y entregados como regalo a Veleda, la profetisa que predijo el alzamiento de los bátavos.
Tras este éxito, Civilis marchó hacia Colonia Agrippina (Colonia) y estableció ahí su campamento. Los siguientes meses los invirtió en convencer a otras tribus del norte de la Galia y de Germania para que se uniesen a la rebelión.

## Reacción del Imperio Romano
Llegado a este punto, la rebelión en Germania suponía ya una verdadera amenaza para el Imperio. Se habían perdido dos legiones y otras dos (I Germanica y XVI Gallica) se habían pasado al bando rebelde. La situación debía abortarse cuanto antes.
Tan pronto como Vespasiano tomó las riendas del Imperio con Italia bajo su control decidió actuar. Nombró a Quinto Petilio Cerial como comandante del ejército encargado de sofocar la rebelión y, para reducir los riesgos de una derrota, reunió un inmenso ejército para enviar a la zona. Las legiones VIII Augusta, XI Claudia, XIII Gemina, XXI Rapax y II Adiutrix (recién reclutada) fueron enviadas inmediatamente a Germania. Al mismo tiempo, fueron llamadas para que acudiesen desde Hispania las legiones I Adiutrix y VI Victrix y desde Britania la XIV Gemina. Además, se añadió un importante contingente tropas auxiliares, a las órdenes del senador Cneo Domicio Afer La mayor parte de estas legiones fueron desplegadas para pacificar otras zonas de la Galia y Germania Superior, a la vez que aseguraban la frontera del Rin. No obstante, el ejército comandado por Cerial seguía siendo inmenso, y suponía una seria amenaza para los rebeldes.
El ejército cruzó los Alpes sin mayores problemas y se asentó en la Germania Inferior, aprovechando el campamento abandonado de Vindonissa. Para evitar sorpresas, Petilio Cerial avanzó enviando una legión en vanguardia (la XXI Rapax), seguida del resto del ejército. El primer encuentro militar tuvo lugar precisamente entre esa legión y las tropas dirigidas por el trévero Julio Tutor. Entre sus tropas había algunos legionarios que habían desertado durante la rebelión y que, en un principio, ayudaron a los rebeldes en su lucha contra la XXI. Poco más tarde, al enterarse de la llegada del grueso del ejército, decidieron volver a desertar y pasarse a los romanos, arrastrando con su actitud a algunas tribus rebeldes. Ante esa deserción, Tutor se retiró más al norte, pero sería derrotado por las tropas de la XXI en un ataque sorpresa en el río Nava (actual Gian, en Alemania). Su derrota provocó que la tribu de los tréveros y la provincia de la Gallia Bélgica volvieran su lealtad de nuevo a Roma, y que la práctica totalidad de legionarios que desertaron durante la sublevación juraran lealtad a Vespasiano.
Además, con esa victoria, Petilio Cerial dejó completamente despejado el camino hacia Germania Superior y llegó a Mongotiacum (Maguncia), en donde se encontraba parte de los soldados de la XXII Primigenia y algunas unidades galas reclutadas de forma precipitada durante la revuelta, a las que Cerial licenció. Desde Mongotiacum, Petilio Cerial se dirigió directamente contra un gran contingente de tréveros dirigidos por Julius Valentinus y Julio Tutor. Tras un ataque frontal contra la posición fortificada del enemigo, Petilio Cerial derrotó completamente a los rebeldes, capturando a Valentinus y a algunos de sus oficiales. Tras la victoria Petilio Cerial capturó Augusta Treverorum (la actual Tréveris), patria de muchos de los líderes rebeldes y posición estratégica que dominaba las principales rutas de la región. Asimismo, hizo llamar a los contingentes que en su día habían desertado, perdonándolos de forma oficial para asegurarse la disponibilidad de esos veteranos de cara a la reconquista de la región. Por último, en una asamblea, dirigió un discurso pacificador hacia los tréveros y los lingones, que se sintieron aliviados al ver que no iban a caer sobre ellos las esperadas represalias por su rebelión.
Los rebeldes se encontraban divididos: Civilis defendía una estrategia consistente en esperar a los refuerzos prometidos por los germanos transrenanos, mientras que Classicus y Tutor eran partidarios de atacar cuanto antes, con el fin de evitar que los romanos pudiesen reforzarse con tropas provenientes de Britania e Hispania. Prevalecieron estos últimos, y se desencadenó un ataque contra el campamento romano. La sorpresa fue completa, hasta el punto de que Petilio Cerial no se encontraba en el campamento sino en la ciudad. Fue avisado por mensajeros y retornó para encontrarse el campamento invadido y que el puente que lo comunicaba con Augusta Treverorum había sido tomado. Reunió los hombres que pudo y se lanzó de forma temeraria contra los germanos del puente encontrándose una situación desesperada. Increpó a los soldados legionarios que huían hasta que reaccionaron y comenzaron a formar cohortes y pelotones para contener el avance enemigo. Por su parte el enemigo frenó su empuje inicial, dado que los soldados habían comenzado a preocuparse más por el botín que por la lucha, permitiendo con ello que la XXI Rapax estableciese una sólida formación de combate con la que comenzó a hacer retroceder a los germanos. Consiguieron primero la retirada de los rebeldes, luego su huida, y finalmente tomaron su campamento y lo arrasaron, resultando una brillante victoria para Roma (aunque los jefes rebeldes pudieron escapar).
Petilio Cerial se dirigió al norte, a la Colonia Agrippina (la actual Colonia), en donde los habitantes se habían visto obligados a pasarse al bando rebelde contra su voluntad. Tras la victoria romana en Augusta Treverorum, mataron a los germanos que había en la ciudad capturando a la esposa y a la hermana de Civilis y a la hija de Classicus. También capturaron a un contingente de infantería germana de caucos y frisios.
Civilis se fue batiendo en retirada hacia el norte, a la vez que recibía refuerzos procedentes de la Germania Libera. Finalmente decidió presentar batalla junto a Castra Vetera, en donde le favorecía el terreno pantanoso y en donde esperaba que sus hombres combatieran bajo el recuerdo de la victoria contra las legiones V Alaudae y XV Primigenia. Los romanos, por su parte, se habían reforzado aún más, y Petilio Cerial podía contar también entre sus fuerzas a las legiones XIV Gemina, II Adiutrix y la VI Victrix. El primer día de batalla los romanos cayeron en las provocaciones de los germanos, iniciando un ataque demasiado precipitado que sólo se pudo salvar gracias a la llegada de la noche. Al día siguiente se respetaron las formaciones de combate y la batalla comenzó de forma controlada. Tras el lanzamiento de armas arrojadizas, los romanos aguantaron la tentación de lanzarse al ataque hacia el terreno pantanoso, siendo las tropas de Civilis las que se lanzaron contra los romanos cuando se agotaron los proyectiles. Su primer asalto puso en dificultades a las líneas romanas, en particular debido a que un pelotón de brúcteos cruzó a nado el río Rin y atacó por el flanco a los romanos. La segunda línea de legionarios logró restablecer el equilibrio, mientras que un desertor bárbaro se ofreció a enseñar a Petilio Cerial un camino por el que podía atacar al enemigo por la retaguardia. Cerial envió dos alae con el desertor y consiguió el objetivo, provocando la desbandada de los germanos y la victoria de Roma. Civilis logró escapar de nuevo y, aunque recibió refuerzos, se retiró a una isla en la desembocadura del Rin.
Avanzado el verano, los romanos comenzaron a reconstruir los campamentos, considerando que Civilis ya no era una amenaza. Sin embargo, eso supuso un error estratégico que se materializó cuando el bátavo organizó un cuádruple ataque contra cuatro de los campamentos romanos: los de las legiones X Gemina y II Adiutrix, y contra otros dos de las tropas auxiliares. El grueso del ataque se dirigió contra los campamentos de los auxiliares, en donde hubo graves bajas para el bando de los romanos, incluyendo a Julius Brigantius, un sobrino de Civilis que había permanecido leal a Roma. Sin embargo, Petilio Cerial se encontraba próximo y reaccionó acudiendo al frente de un contingente de caballería que puso en fuga a los atacantes. De nuevo, sin embargo, Civilis, Tutor y Classicus consiguieron escapar.
No sería ésta, sin embargo, la última ocasión en la que la excesiva confianza pasase factura a los romanos: Civilis envió un ataque contra un contingente fluvial en el que el propio Petilio Cerial se desplazaba para inspeccionar los trabajos de reconstrucción, intentando hacerse con la nave insignia y capturar al propio general romano. Aunque no habían tomado las necesarias precauciones de vigilancia, debido probablemente a su desmedida confianza, Petilio Cerial tuvo la suerte de encontrarse en tierra cuando se originó el ataque, por lo que, aunque los bárbaros consiguieron hacerse con la nave insignia, no pudieron capturarle. Cerial atacó e hizo devastar la insula Batavorum en donde Civilis tenía su base de operaciones, pero sería finalmente el puro agotamiento y la desesperanza lo que haría que los rebeldes aceptaran la rendición a cambio del perdón. Civilis huyó a la Germania Libera, en donde desapareció durante varios años hasta que fue capturado y posiblemente ejecutado.